# Détachement de circulation routière du Premier Corps d'Armée
 (février 2011).
Le Détachement de circulation routière du Premier Corps d'Armée français est un détachement de l'Armée de terre française destiné à réguler la circulation routière. Le DCR du Premier Corps d'Armée a fait campagne en 1939-1940, en particulier en Hollande et sur la Somme.

## Le DCR pendant la Seconde Guerre mondiale

### Septembre 1939 - 9 mai 1940
Mobilisé entre le 1er et le 4 septembre 1939 à Lille dans le cadre de la mobilisation générale de la Seconde Guerre mondiale ; le Détachement de circulation routière du 1er Corps d'Armée est rattaché à la 351e compagnie automobile de quartier général du Train de Corps d'Armée qui assure son soutien administratif et technique. Le peloton de commandement est constitué d'un sous-officier et de cinq hommes, et comprend deux motos, une voiture de liaison et une camionnette. Chaque peloton de circulation comprend un échelon de commandement et un échelon de fléchage et de circulation à 30 motocyclistes. Au total, les moyens du DCR permettent la mise en œuvre de 18 postes de circulation de chacun un gradé et quatre hommes, tous dotés de motocyclettes ou de voiturettes Simca. Constitué des 25e et 21e DIM, le 1er CA, au fur et à mesure de sa mise sur pied, fait mouvement par voie ferrée et voie routière vers la région d’Épernay où, à partir du 15 septembre, il passe en réserve du grand quartier général.
Les 10 et 11 novembre, de nombreux mouvements sur voies routières et ferrées portent le Corps d’Armée vers la région nord d’Abbeville puis sud de Calais pour une concentration des forces en vue d’une éventuelle entrée en Belgique. À partir de cette date, le 1er CA, toujours constitué de deux Divisions d'infanterie (25e DIM et 21e DI), stationne dans la région située à l'est de Boulogne-sur-Mer et au sud de Dunkerque en position de réserve de la 7e Armée. Deux nouvelles alertes, à la mi-janvier et à la mi-avril 1940, entraînent la mise en place des avant-gardes et des éléments d’équipement des itinéraires à la frontière Belge. Au cours de cette période dite de concentration, puis de stabilisation, le détachement de circulation routière du 1er CA travaille en complément des régulatrices routières aux ordres du GQG, qui agissent en fonction d’une implantation territoriale liée au quadrillage routier. Aussi les missions confiées au DCR s’inscrivent-elles en complément de l’action de la RR adaptée à la 7e Armée : reconnaissance, fléchage, jalonnement en accompagnement direct des Régiments des divisions d’infanterie.

### Manœuvre Breda et combats des bouches de l'Escaut, 10-18 mai 1940
Le 10 mai 1940, le 1er Corps d’Armée effectue, dans le cadre de la 7e Armée, la manœuvre « Breda » qui doit le porter en Hollande dans le secteur des bouches de l’Escaut. La mission du 1er CA est de barrer aux forces ennemies la direction Tilburg-Woensdrecht, en se portant rapidement dans la région nord d’Anvers, à l’ouest de la Mark : le corps d’Armée est couvert à l’est vers Turnhout et Tilburg par la Première Division d'infanterie de marine en liaison, au nord avec l’Armée hollandaise, et au sud avec le 16e Corps d’Armée et la 7e Armée.
Articulé en quatre pelotons de circulation, le DCR passe en Belgique dans la nuit du 10 au 11 mai. Agissant derrière les éléments d’avant-garde du groupement de Beauchesne et de la 25e DIM, il flèche, jalonne et balise au profit des éléments qui font mouvement dans la partie sud de la zone du Corps d’Armée. Le DCR est alors commandé par le Lieutenant Labalette et les quatre pelotons respectivement par les Lieutenants Duprey et Rouaux et les Maréchaux-des-logis/Chefs Tellier et Lacoste. Le 12 mai, la jonction est faite avec l’Armée hollandaise à Dinterloord. Déployés en Belgique, au sud de la frontière hollandaise, trois pelotons à Eeklo et le quatrième à Knesselare, les circulateurs continuent d’appuyer les mouvements du 1er CA, en particulier en balisant par moyens de fortune l’axe Gand-Eeklo. Mais très vite, les mouvements offensifs de la 7e Armée vont se transformer en mouvement de repli.
La ville de Breda est évacuée le 13 au lever du jour et le D.C.R. jalonne l’itinéraire de repli du groupe de reconnaissance divisionnaire de la 25e DIM de Hoogerheide (Hollande) à Anvers où le 1er Corps se replie à l’intérieur de la ceinture fortifiée (Putte, Sint-Job-in-'t-Goor, Lierre). Le 14 mai, les quatre pelotons quittent Saint-Pauvels pour Aardenburg en Hollande en passant par Zelzate et Ertvelde. Ils travaillent au profit de la 25e DIM qui combat très durement de la mer (sud de Woensdrecht) à Brecht. Le front du 1er Corps qui dispose de ses trois divisions (25e DIM, 60e DI, 21e DI) très éprouvées s’étend alors vers l’ouest, tenant l’Escaut maritime, du golfe de Terneuzen à Fort-Sainte-Marie.
Les 17 et 18 mai, le DCR jalonne les itinéraires de repli du Corps d’Armée à l’ouest du canal de Terneuzen à Gand, puis passant par Ypres et Béthune, appuie les mouvements de retour de France dans la région nord-ouest d’Arras.

### Opérations sur le front de la Somme, 19 mai - 6 juin 1940
Réformé sur la basse de trois pelotons de circulation, le DCR jalonne entre le 19 et 23 mai les itinéraires de repli du 1er Corps d'Armée, maintenant composé des 4e DIC, 7e DINA et 19e DI. Une grande partie des matériels des pelotons a été détruite, et n’a pas été remplacée. Le 22 mai au soir l’ensemble du corps d’Armée est au sud de la Somme, à l’est d’Amiens, en couverture des divisions qui se regroupement au sud de la Somme en vue de la manœuvre du groupe d’Armée n°3, destinée à dégager le groupe d’Armée n°1 encerclé dans la région de Dunkerque.
Du 23 mai au 1er juin, ce sont les tentatives infructueuses de franchissement de la Somme par le CA n° 3 et même l’impossibilité de résorber la tête de pont allemande au sud de Péronne. C’est là que le 5 juin à l’aube, après une violente préparation d’artillerie, les troupes allemandes attaquent le 1er CA, appuyées par des bombardements aériens ininterrompus. Le 1er corps (7e DINA, 19e et 47e DI) perd successivement Chaulnes et Roye et est obligé de se replier sur l’Avre le 7, puis dès le 8 juin sur l’Oise.

### Retraite et dissolution, 9 - 24 juin 1940
Sous le harcèlement de l’aviation allemande, le passage de l’Oise est rendu extrêmement difficile d’autant que la quasi-totalité des ponts a été détruite. Les pelotons de circulation mènent des actions de plus en plus ponctuelles et de moins en moins coordonnées se rapprochant plus de missions de sauvegarde que de missions de circulation. Le 8 juin, les pelotons sont à Lamorlaye au contact de l’ennemi, le 11 aux Richardets et le 15 à La Ferté-Saint-Aubin.
Le 13 juin, après la décision de déclarer Paris ville ouverte, le 1er CA fait mouvement par voie routière et voie ferrée sur la Loire. Talonnées par l’ennemi qui réussit malgré des destructions de ponts à franchir la Loire, les unités du 1er CA sont nombreuses à être capturées entre le 18 et 22 juin. Le DCR réussit néanmoins à passer la Loire et le 24 juin au soir il est avec la compagnie auto de quartier général n° 354 Lespinasse (Dordogne). L’ensemble de la compagnie est démobilisé le 1er juillet 1940.
La compagnie auto de quartier générale n° 351/1, dont le détachement de circulation routière du 1er corps d’Armée, est classée unité combattante du 10 mai au 24 juin 1940.
Le détachement de circulation routière du 1er corps d’Armée a été commandé du 1er septembre 1939 au 1er mars 1940 par le Capitaine Ceccaldi, puis par le Lieutenant Labalette jusqu’au 30 juin 1940.